# 中世夢が原
中世夢が原（ちゅうせいゆめがはら）は、岡山県井原市美星町にある歴史公園である。
略称は「夢が原」。複数のゾーンによって構成され、広義では「美星天文台」等を含めたゾーン全体を指し、狭義ではゾーン全体のうちの「歴史公園ゾーン」部分のみを指す。ここでは「歴史公園ゾーン」について主に説明する。

## 概要
歴史公園ゾーンでは、鎌倉時代から室町時代にかけての吉備高原一帯に見られた「むら」の様子を遺跡や絵巻物といった発掘資料をもとに美星町の中世の風景をイメージし、時代考証により再現したテーマパークとなっている。また、テレビや映画のロケ地としても使われている。
- 歴史公園ゾーンの公園面積 : 10.5 ha （開園当時）[1]。

### 所在地
- 岡山県井原市美星町三山5007番地

## 歴史
美星町（当時）が、交流による活性化を目指す『星の郷「中世吉備の庄」いきいきまちづくりプロジェクト』として小田郡美星町大字大倉の五万原の一帯に「中世歴史公園」（後の中世夢が原。）を計画。自治省（当時）のリーディング・プロジェクト事業として建設される 。
このリーディング・プロジェクト事業では、星と中世をテーマに掲げ、町の特性を生かした多様な交流を目指すものとして計画が進められ、「中世夢が原」に併設されている天文研修館「美星天文台」はこの事業のシンボル施設として整備された。

### 年表
- 1987年（昭和62年） : 1月、自治省（当時）のリーディング・プロジェクト事業の内定を受ける。
- 1988年（昭和63年） : 3月、『昭和62年リーディング・プロジェクト』に正式指定される。
- 1991年（平成3年） : 10月、「中世歴史公園」の名称が、全国公募により「中世夢が原」に決定。同時に「中世夢が原」のキャラクターやシンボルマーク等も決定する。
- 1992年（平成4年） : 4月26日、「中世夢が原」 落成式、開園[1]。
- 1993年（平成5年） : 7月7日、天文研修館「美星天文台」が完成し、落成式が行われ、開館[3] 。
- 2001年（平成14年） : 10月、 NHK大河ドラマ 『武蔵 MUSASHI』のロケが行われる。
- 2004年（平成16年） : 4月、 東宝映画 『あずみ2』のロケが行われる。
- 2005年（平成17年） : 3月1日、小田郡美星町と後月郡芳井町が井原市に編入。所在地の住所表記が変更となる （小田郡美星町大字三山5007番地 → 井原市美星町三山5007番地）。
- 2015年（平成27年） : 9月22日 〜 9月24日、映画『たたら侍』（監督・錦織良成、指揮・HIRO、主演・青柳翔）のロケが行われる[4][5]。

## 利用案内

### 開園時間
- 9 : 30 〜 16 : 00

### 入園料
- 一般 （中学生以上） : 500円 （美星天文台共通）
- こども （幼稚園・小学生） : 300円 （美星天文台共通）
- 各種割引制度 : 有 （20人以上1割引、50人以上2割引等）

### 休園日
- 毎週木曜日
- 祝日の翌日
- 年末年始 （12月29日 ～ 1月3日）

## 交通

### 自動車
- 最寄I.C : 山陽自動車道 笠岡I.C
  - 笠岡I.Cより岡山県道48号笠岡美星線を利用。
  - 駐車場 : 有 （無料）

### 交通機関
- 最寄駅 : 井原鉄道井原線 矢掛駅
  - 矢掛駅より「美星診療所前」 行き、又は 「平谷」 行きで35分。「美星病院前」 停留所を下車し、徒歩15分（約 2 km）。

## 関連施設
- 美星天文台
- 美星スペースガードセンター